# Băno Axionov
Băno Axionov (en rumano: Băno Axionov; en ruso: Бэно Максович Аксёнов; en inglés: Beno Axionov; en alemán: Bäno Axionov; nacido el 2 de abril de 1946 en Minsk, Bielorrusia) es un actor, director de teatro, guionista y pedagogo moldavo.       Ha interpretado cerca de 200 papeles en teatro y 20 en cine, y ha dirigido más de 60 obras teatrales. Es Artista Meritorio de Moldavia y laureado en festivales teatrales internacionales, de la antigua URSS y republicanos. En 2006, se publicó en Moldavia el libro El Teatro de Băno Axionov.

## Biografía

### Educación
Băno Axionov nació el 2 de abril de 1946 en Minsk, en una familia de músicos. Su padre, Max Fishman (1915-1985), fue compositor, pianista y pedagogo.  Su madre, Lidia Axionova (1923-2019), fue directora de coro y profesora universitaria.  Estudió en las escuelas n.º 3, 5, 41 y 4 de Chisináu. Fue campeón de la República Socialista Soviética de Moldavia en carreras de 200 y 400 metros con vallas, tanto en categorías juveniles como adultas, entrenado por el destacado entrenador moldavo Evgeny Zybchenko.  En 1969, se graduó en la Facultad de Actuación del Instituto de Artes de Chisináu, nombrado en honor a Gavriil Musicescu, bajo la dirección de la profesora Nadezhda Aronetskaya. Este curso también recibió formación especializada en el Instituto de Teatro, Música y Cinematografía de Leningrado. Desde sus años de estudiante, participó en programas de televisión, leyó poesía de poetas ingleses, españoles, franceses e italianos traducida al ruso en programas de radio, actuó en películas de Moldova-Film y dirigió obras en troupes amateurs. En 1973, realizó una pasantía en Moscú en el laboratorio de dirección de la profesora María Knebel.  En 2000, completó los Cursos Superiores de Dirección en la Academia de Reentrenamiento de Artes de Moscú, bajo la tutela del profesor Pavel Jomsky, y realizó una pasantía en el Teatro Mossovet.

## Carrera

### Teatro de Tiraspol
Desde 1969, Axionov fue actor y asistente de dirección en el Teatro Dramático Ruso de Tiraspol (hoy Teatro Estatal de Drama y Comedia Nadezhda Aronetskaya).  Sus primeros papeles demostraron la aparición de una personalidad única y colorida en la escena moldava. Los directores lo invitaban con entusiasmo, sabiendo que podía transformar incluso los papeles más comunes en algo extraordinario. Entre sus roles destacados están: el diácono Gykin en La bruja de Antón Chéjov, Mendoza en La dueña de Richard Brinsley Sheridan, Rispolozhensky y Obroshenov en dos comedias de Aleksandr Ostrovski, Făt-Frumos en la obra de cuento de hadas Făt-Frumos y el Sol de Nadezhda Aronetskaya, y Fadinard en la comedia Un sombrero de paja de Italia de Eugène Labiche y Marc-Michel. Su interpretación de Fadinard sorprendió al público por su encanto, elegancia y actitud juguetona, combinada con un cálculo cruel, cínico y un temperamento desenfrenado de un libertino arruinado en una situación crítica que amenazaba su boda ventajosa. En la interpretación de Axionov, Fadinard trascendía el personaje de vodevil de Labiche y se situaba al nivel de los personajes apasionados y viciosos de la Comedia humana de Balzac.

### Teatro Estatal Ruso de Drama Antón Chéjov en Chisináu
Entre 1971 y 1985 (con interrupciones), Axionov impartió clases de actuación en el Instituto de Artes de Chisináu, nombrado en honor a Gavriil Musicescu. De 1973 a 2006, trabajó como actor y director en el Teatro Estatal Ruso de Drama Antón Chéjov en Chisináu.  Sus personajes cómicos, trágicos, dramáticos y de cuentos de hadas deleitaron a varias generaciones de espectadores y dejaron una marca imborrable no solo en Moldavia, sino también más allá de sus fronteras. Algunos de sus papeles incluyen: Don Diego en el musical Marta la piadosa de Tirso de Molina, Lomov en La proposición de Chéjov, Mortimer en María Estuardo de Friedrich Schiller, Eremeev en El verano pasado en Chulimsk de Aleksandr Vampilov, Baba Yagá en el cuento Dos arces de Yevgueni Shvarts, Pastushok en El vertedero de A. Dudarev, Melkiy Oskolok en En alta mar de Sławomir Mrożek, Polonio en El asesinato de Gonzago de N. Yordanov, Spirake en Vals del Titanic de T. Mușatescu, Harea en Calígula de Albert Camus, y Roldán en El salvaje de Alejandro Casona. La galería de retratos característicos interpretados por Axionov, como Louis Gassion, Jean Cocteau, espectador, reportero, mendigo y vecino de Édith Piaf en la obra Édith Piaf de V. Legentova, o como amigo de la familia, madre, doctor, suegra, taxista, Zanni, director de orquesta y policía en el musical Idilio conyugal de Chariné y Giovanni, demostró que el actor es también un maestro de la transformación instantánea. La representación impactante de cada personaje, su excelente dominio del canto, la elegante ejecución de los bailes y la entrega paródica del texto deleitaban al público. Es difícil olvidar su interpretación de Menajem-Mendel en Oración fúnebre de Grigori Gorin, un judío pobre, ingenuo, muy divertido y conmovedor que intentaba sinceramente consolar y ayudar a los demás a encontrar su felicidad, apoyarlos en su dolor y compartir su alegría. Se creaba la sensación de que el Menajem de Axionov estaba dispuesto a abrazar al mundo entero para reconciliar y reconfortar a todos.
Sus primeras puestas en escena experimentales, como Nueve instantes de Chéjov, Corazón simple de Marina Tsvetáyeva, Sganarelle, o el cornudo imaginario y Matrimonio forzoso de Molière, El rey Matías I de Janusz Korczak, El milagro de la vida es inexplicable de Andréi Voznesenski, Luisa Miller (Intriga y amor) de Friedrich Schiller, y La voz humana de Jean Cocteau, revelaron a un director talentoso e innovador.

### Televisión y cine
En la década de 1980, fue presentador habitual de los programas satíricos de la televisión moldava Arichul y La tienda de Arichul (dirigidos por A. Suprun y L. Milnichenko). Durante esos años, destacó en el Teatro de Miniaturas de televisión (dirigido por A. Suprun, M. Ryabova y B. Axionov) y como el astuto y sabio bufón Ugaika en el ciclo de programas infantiles Ugaika (dirigido por L. Zoti). Participó en producciones en diversas plataformas, como el Teatro de la Casa del Actor, la Filarmónica Estatal de Moldavia, la televisión, el Salón de Órganos y el Teatro Nacional Luceafărul, y creó varios papeles en la revista cinematográfica satírica Usturich de Moldova-Film.
Axionov se destacó por su dedicación y valentía al desafiar las convenciones del realismo socialista. La periodista Maria Stankevich, en su artículo Juegos sin compromisos. Pasado y presente del actor y director Băno Axionov, publicado en la revista estadounidense Chayka, escribe: «No temía ser incomprendido por sus colegas, quedarse en minoría, estar en oposición a la dirección y era capaz de, solo, en contra de todas las circunstancias, realizar un acto que elevaba el estándar moral y creativo del colectivo teatral». En 1983, durante una reunión del Teatro Dramático Ruso de Chisináu destinada a condenar al académico Andréi Sájarov, Axionov lo defendió públicamente, lo que provocó sanciones: la cancelación del estreno de su puesta en escena El caballo desmayado de Françoise Sagan, su exclusión de las listas de premios por el aniversario del teatro y una investigación administrativa. Estas medidas cesaron tras la muerte del Secretario General del Partido Comunista de la Unión Soviética Yuri Andrópov. El Artista del Pueblo de Moldavia y laureado del Premio Estatal, Vitaliy Rusu, escribe en el libro El Teatro de Băno Axionov: «Por lo que recuerdo, Băno Axionov siempre fue independiente... De manera inexplicable, lograba encantar con su estilo de interpretación, su apertura, su carisma y su brillante personalidad humana y creativa. Un eterno líder rebelde. Sus espectáculos cautivaban con un juego apasionado, la riqueza de la imaginación del director y la originalidad de los recursos».

### Reconocimiento
En 1991, se le otorgó el título de Artista Meritorio de Moldavia por su contribución al arte teatral. En 1993, el Teatro Estatal Ruso de Drama Antón Chéjov de Chisináu nombró a un director no profesional que, por orden de funcionarios del Ministerio de Cultura, intentó privatizar parte del edificio. Como presidente del comité sindical del teatro, Axionov se negó a firmar la decisión de privatización, salvando al colectivo de la posibilidad de quedarse sin sede. A cambio de su firma, le ofrecieron recompensas tentadoras y perspectivas de ascenso profesional, pero su negativa tuvo consecuencias: fue brutalmente atacado por matones contratados y terminó en cuidados intensivos. Los amantes del teatro creían que Axionov no volvería a la escena, pero se recuperó completamente y continuó dirigiendo y actuando.
Entre 1995 y 2001, creó un brillante ciclo de espectáculos en el Teatro Estatal Ruso de Drama Antón Chéjov: Amor y odio (basado en la tragedia Angelo, tirano de Padua de Victor Hugo),    El corazón no obedece (basado en la comedia Cómplices de Johann Wolfgang von Goethe),   la tragicomedia Para el avión, me bajo de E. Sevella,     la tragicomedia El suicida de Nikolai Erdman,  la comedia Vida familiar con un extraño, o cumpleaños con muletas de S. Lobozerova, el réquiem Nada en mí lo olvidará de Itzhak Katzenelson, Elie Wiesel y Hannah Szenes, el cuento musical El cuento del zar Saltán de Aleksandr Pushkin,   la comedia lírica Te amo tanto, mamá de Nadezhda Ptushkina, el musical El secreto de la madre Saúco basado en un cuento de Hans Christian Andersen, entre otros. Estas producciones llevaron a muchos críticos y amantes del teatro a declarar la aparición de un Teatro de Băno Axionov único, auténtico y autoral en el colectivo del Teatro Estatal Ruso de Drama Antón Chéjov. La crítica teatral Olga Bejenaru, en su artículo Contra la corriente, hacia la fuente (70 años de Băno Axionov), publicado en el portal analítico moldavo AVA, afirma: «Con un profundo conocimiento de la profesión de director, Băno Axionov sabe influir sutilmente en las cuerdas sensibles del alma humana. Es dramaturgo, gerente, poeta, filósofo, amigo y maestro. Sus espectáculos provocan emociones genuinas en la sala, hacen reír y llorar, reflexionar y soñar, comprender y compadecerse, traen esperanza e inspiración, alegría y belleza. Los actores se sienten como un solo organismo, una familia que crea con total entendimiento y ayuda mutua. Es un verdadero colectivo de personas afines, donde cada participante aporta algo personal al proceso de ensayo y, bajo la guía del director, surge el milagro llamado Teatro».
Sin embargo, su negativa a la privatización del edificio del teatro tuvo repercusiones. Sus espectáculos, muy populares y rentables, fueron retirados del repertorio, se le negaron nuevas puestas en escena, su casi finalizada producción de Madame Bovary de Gustave Flaubert fue pospuesta indefinidamente, el Ministerio de Cultura desaconsejó a los teatros de la república colaborar con él, y se le crearon obstáculos para viajar al extranjero, donde había sido invitado a dirigir.
En 2004, escribió la obra El gato con botas basada en Charles Perrault y, a pesar de las dificultades, la estrenó en el Teatro Nacional Luceafărul, donde permaneció en el repertorio durante más de 20 años.   El Artista del Pueblo de Moldavia, doctor en filosofía y profesor Vitaliy Tsapesh escribe en el libro El Teatro de Băno Axionov: «Băno Axionov es, sin duda, una de las estrellas más brillantes de nuestro teatro... Por su carácter, estilo de vida y manera de expresarse, es a la vez bufón, cómico, payaso y trágico. Siempre diferente, complejo, a veces incómodo e impredecible, pero siempre genial y profundamente bueno... Creó numerosos personajes memorables: cómicos, tragicómicos y trágicos».

### Emigración de Moldavia
Sin posibilidad de trabajar, el 2 de abril de 2006 abandonó el teatro y desde 2007 reside en Alemania, donde continúa dirigiendo, impartiendo talleres y dando conferencias sobre la historia y el arte de Moldavia, Rumania, Rusia, Bielorrusia y Ucrania. Axionov ha escrito más de 30 guiones y obras de teatro, y las ha dirigido en Moldavia y Alemania.       En 2013, el Teatro Estatal Ruso de Drama Antón Chéjov de Chisináu lo invitó a dirigir, y escribió y estrenó la obra La esposa ajena y el marido bajo la cama, basada en un relato de Fiódor Dostoyevski.

## Vida personal
- Esposa: Svetlana Dmitrenko (n. 1951), socióloga, candidata a doctora en filosofía (1980), doctora en sociología (2000), investigadora principal del Instituto de Filosofía, Sociología y Derecho de la Academia de Ciencias de Moldavia.{ [49][50][51][52][53]
- Hijo (de un primer matrimonio): Vladislav Axionov (n. 1976), doctor en ciencias históricas (2021), investigador principal del Instituto de Historia Rusa de la Academia de Ciencias de Rusia, profesor asociado que ha enseñado en varios institutos académicos de Moscú (MIREA, MPGU, RANJiGS, Universidad Financiera del Gobierno de Rusia). [54][55][56][57][58][59]
- Hermano: Artur Axionov (n. 1956), pianista, profesor asociado en el Departamento de Piano Especial y Preparación de Concierto de la Escuela Estatal de Música Gnessin y profesor en Levine Music en Washington D. C..[60][61] [62] [63][64]

## Papeles interpretados

### Teatro Dramático Ruso de Tiraspol
- Rispolozhensky — Los nuestros, arreglaremos cuentas de Aleksandr Ostrovski. Dir. Yuri Doronchenko.
- Diácono Gykin — Discursos inocentes basado en La bruja de Antón Chéjov. Dir. Nadezhda Aronetskaya.
- Zar Dormidont — No temer al ardor, no verás la felicidad de Samuil Marshak. Dir. Yuri Doronchenko.
- Ziablik — La ciudad al amanecer de Aleksei Arbuzov. Dir. Nadezhda Aronetskaya y Yuri Doronchenko.
- Fadinard — Un sombrero de paja de Italia de Eugène Labiche y Marc-Michel. Dir. Nadezhda Aronetskaya.
- Isaac Mendoza — La dueña de Richard Brinsley Sheridan. Dir. Nadezhda Aronetskaya.
- Misha — Calle de los tres ruiseñores, 17 de D. Dobrichanin. Dir. Nadezhda Aronetskaya.
- Pepi — Calle de los tres ruiseñores, 17 de D. Dobrichanin. Dir. Nadezhda Aronetskaya.
- Făt-Frumos — El lazo mágico (cuento popular moldavo Făt-Frumos y el Sol). Dir. Nadezhda Aronetskaya.
- Obroshenov — Bromistas de Aleksandr Ostrovski. Dir. Nadezhda Aronetskaya.

### Teatro Estatal Ruso de Drama Antón Chéjov de Chisináu
- Yasha — El jardín de los cerezos de Antón Chéjov. Dir. A. Guklenkov.
- Pekale — Făt-Frumos, rizos de oro de V. Golfeld. Dir. A. Guklenkov.
- Camarero — Parientes de Emil Braginsky. Dir. N. Betsis.
- Don Diego — Marta la piadosa de Tirso de Molina. Dir. N. Betsis.
- Lomov — Nueve instantes basado en La proposición de Antón Chéjov. Dir. Băno Axionov.
- Gilbert Soven — El señor morirá decentemente de M.-J. Sauvajon. Dir. N. Betsis.
- Diácono — Nueve instantes basado en Cirugía de Antón Chéjov. Dir. Băno Axionov.
- Mortimer — María Estuardo de Friedrich Schiller. Dir. N. Betsis.
- Eremeev — El verano pasado en Chulimsk de Aleksandr Vampilov. Dir. B. Malkin.
- Zayka-Zaznayka — Zayka-Zaznayka de Sergei Mijalkov. Dir. A. Umrijin.
- Baba Yagá — Dos arces de Yevgueni Shvarts. Dir. N. Betsis.
- Yasha — Bumbarash basado en Arkady Gaidar. Dir. I. Todorov.
- Projor — El Don apacible basado en Mijaíl Shólojov. Dir. Ya. Tsitsinovsky.
- Primer Ministro de la Mentira y el Vicio — Cuento de los malvados mentirosos y los cuatro valientes de Yu. Prodanov y B. Breev. Dir. N. Betsis.
- Medvedenko — La gaviota de Antón Chéjov. Dir. N. Betsis.
- Alain, Molière — La escuela de las mujeres de Molière. Dir. Nadezhda Aronetskaya.
- Sushich — OBEZH de Branislav Nušić. Dir. V. Apostol.
- Gato — El gato con botas de Charles Perrault. Dir. D. Maslennikov.
- Mijalenko — Día feliz de Aleksandr Ostrovski. Dir. Nadezhda Aronetskaya.
- Chafe — La yegua roja con cascabel de Ion Druță. Dir. V. Apostol.
- Zanni, Madre, Taxista, Director de orquesta, Amigo de la familia, Doctor, Policía, Capitán de larga travesía — Idilio conyugal (musical) de Chariné y Giovanni. Dir. S. Mitin y N. Betsis.
- Shota — El destacamento de Mijail Roshchin. Dir. N. Betsis.
- Pastushok — El vertedero de A. Dudarev. Dir. M. Abramov.
- Melkiy Oskolok — En alta mar de Sławomir Mrożek. Dir. M. Abramov.
- Menajem-Mendel — Oración fúnebre de Grigori Gorin. Dir. V. Madan.
- Rispolozhensky — Bancarrota de Aleksandr Ostrovski. Dir. M. Abramov.
- Emir — El último amor de Nasreddin de B. Ratser y V. Konstantinov. Dir. M. Abramov.
- Kalabushkin — El suicida de Nikolai Erdman. Dir. Băno Axionov.
- Polonio — El asesinato de Gonzago de N. Yordanov. Dir. M. Polyakov.
- Timoshin — Vamos a ver a Chapayev de O. Danilov. Dir. I. Shats.
- Cassius Herea — Calígula de Albert Camus. Dir. L. Lastivka.
- Chubukov — Damas y caballeros basado en Antón Chéjov. Dir. Băno Axionov.
- Spirake — Vals del Titanic de Tudor Mușatescu. Dir. S. Luka.
- Roldán — El salvaje de Alejandro Casona. Dir. A. Barannikov.
- Patlaj — Para el avión, me bajo basado en E. Sevella. Dir. Băno Axionov. [65][66][67][68]

### Filarmónica Estatal de Moldavia
- Sganarelle — Sganarelle, o el cornudo imaginario de Molière. Dir. Băno Axionov.
- Chico — ¡Oye, alguien! de William Saroyan. (Estreno en el Teatro de la Casa del Actor MTO). Dir. Băno Axionov.
- Louis Gassion, Jean Cocteau, Espectador, Reportero, Mendigo, Vecino — Édith Piaf de V. Legentova. Dir. A. Guklenkov. (Estreno en el Teatro de la Casa del Actor MTO).
- Sganarelle — Matrimonio forzoso de Molière. Dir. Băno Axionov.
- Poeta — Muero de sed sobre el arroyo, basado en poemas de François Villon.
- Segundo — Así es con nosotros, ¿y con ustedes? basado en Grigori Gorin, Mijail Zhvanetsky y Leonid Izmailov. Dir. Băno Axionov y M. Milikov. (Estreno en el Teatro de la Casa del Actor MTO y en el Teatro Estatal Ruso de Drama Antón Chéjov de Chisináu).
- Amigo — Riesgo de Eduardo de Filippo. Dir. M. Abramov.

## Producciones dirigidas

### Moldavia
- Nueve instantes basado en Antón Chéjov. (Teatro Estatal Ruso de Drama Antón Chéjov, Chisináu).
- El rey Matías Primero basado en el cuento de Janusz Korczak. (Teatro de la Casa del Actor MTO).
- Sganarelle, o el cornudo imaginario de Molière. (Filarmónica Estatal de Moldavia).
- ¡Oye, alguien! de William Saroyan. (Teatro de la Casa del Actor MTO).
- Escenas de Cyrano de Bergerac de Edmond Rostand. (Instituto de Artes de Chisináu).
- El tiempo de los inocentes de Siegfried Lenz. (Instituto de Artes de Chisináu, Musicescu).
- Bolchevique basado en poemas de Sergei Yesenin, Vladimir Mayakovsky, Nikolái Zabolotsky, Ilya Selvinsky y Yevgeny Yevtushenko. (Teatro de la Casa del Actor MTO).
- Matrimonio forzoso de Molière. (Filarmónica Estatal de Moldavia).
- Corazón desnudo basado en poemas de Charles Baudelaire, Paul Verlaine y Stéphane Mallarmé en francés. (Instituto de Artes de Chisináu, Musicescu).
- Luisa Miller, escenas de Intriga y amor de Friedrich Schiller. (Instituto de Artes de Chisináu, Musicescu).
- Muero de sed sobre el arroyo, basado en poemas de François Villon. (Filarmónica Estatal de Moldavia).
- Año treinta y siete, basado en poemas de poetas soviéticos. (Televisión de Moldavia).
- Páginas de Egmont de Johann Wolfgang von Goethe y Ludwig van Beethoven. (Instituto de Artes de Chisináu, Musicescu).
- Corazón simple basado en obras de Marina Tsvetáyeva. (Teatro de la Casa del Actor MTO).
- El milagro de la vida es inexplicable basado en obras de Andréi Voznesenski. (Teatro de la Casa del Actor MTO).
- Los bandidos, escenas de la obra de Friedrich Schiller. (Instituto de Artes de Chisináu, Musicescu).
- Sol en los charcos basado en obras de autores moldavos y rusos. (Filarmónica Estatal de Moldavia).
- La voz humana de Jean Cocteau. (Teatro de la Casa del Actor MTO).
- Escenas de Fausto de Johann Wolfgang von Goethe, traducidas por Boris Pasternak. (Instituto de Artes de Chisináu, Musicescu).
- Así es con nosotros, ¿y con ustedes? basado en Grigori Gorin, Mijail Zhvanetsky y Leonid Izmailov. Codirigido con M. Milikov. (Teatro Estatal Ruso de Drama Antón Chéjov, Chisináu).
- Placeres terrenales que alguna vez saboreé de Friedrich Hölderlin. (Teatro de la Casa del Actor MTO).
- Libro de canciones de Heinrich Heine. (Teatro de la Casa del Actor STD RM).
- Vida y canciones de Rainer Maria Rilke. (Instituto de Artes de Chisináu, Musicescu).
- Melodía y palabra basado en poesía y música judía. S. Bengelsdorf. (Salón de Órganos de la Filarmónica Estatal de Moldavia).
- Aventura de la zorra Alicia y el gato Basilio en el reino de la música de I. Martynyuk. (Filarmónica Estatal de Moldavia).
- Damas y caballeros basado en Antón Chéjov. (Teatro Estatal Ruso de Drama Antón Chéjov, Chisináu).
- Baba Yagá y dos arces de Yevgueni Shvarts. (Teatro Estatal Ruso de Drama Antón Chéjov, Chisináu).
- Para el avión, me bajo basado en E. Sevella. (Teatro Estatal Ruso de Drama Antón Chéjov, Chisináu).
- El suicida de Nikolai Erdman. (Teatro Estatal Ruso de Drama Antón Chéjov, Chisináu).
- Llora, mi violín, llora basado en Aleksandr Galich, Yevgeny Yevtushenko, Mijail Teif y L. Vasserman. (Teatro de la Casa del Actor STD RM).
- Amor y odio basado en Angelo, tirano de Padua de Victor Hugo. (Teatro Estatal Ruso de Drama Antón Chéjov, Chisináu).
- Vida familiar con un extraño, o cumpleaños con muletas de S. Lobozerova. (Teatro Estatal Ruso de Drama Antón Chéjov, Chisináu).
- Intenté proteger solo el honor y perdí tranquilamente la reputación basado en obras de Sasha Chorny, Mijail Grobman, Ephraim Kishon e Igor Guberman. (Teatro de la Casa del Actor STD RM).
- Nada en mí lo olvidará basado en poemas y prosa de Itzhak Katzenelson, Elie Wiesel y Hannah Szenes. (Teatro de la Casa del Actor STD RM).
- El cuento del zar Saltán de Aleksandr Pushkin. (Teatro Estatal Ruso de Drama Antón Chéjov, Chisináu).
- El corazón no obedece basado en Cómplices de Johann Wolfgang von Goethe. (Teatro Estatal Ruso de Drama Antón Chéjov, Chisináu).
- Te amo tanto, mamá basado en Mientras ella moría de Nadezhda Ptushkina. (Teatro Estatal Ruso de Drama Antón Chéjov, Chisináu).
- El secreto de la madre Saúco, musical basado en un cuento de Hans Christian Andersen. (Teatro Estatal Ruso de Drama Antón Chéjov, Chisináu).
- Andrés el arquero y María la paloma de Sofia Prokofieva e Irina Tokmakova. (Teatro Estatal Ruso de Drama Antón Chéjov, Chisináu).
- El gato con botas basado en Charles Perrault. (Teatro Republicano Luceafărul).

### Alemania
- Muero de... basado en Antón Chéjov. (Escuela de Actores, Mannheim, Alemania).
- Mil y una pasiones o guía para quienes desean casarse basado en Antón Chéjov. (UniTheatr, Karlsruhe, Alemania).
- Notas de un loco basado en Nikolái Gógol, Antón Chéjov y poemas de Heinrich Heine, Aleksandr Pushkin, Friedrich Hölderlin, Rainer Maria Rilke, August von Platen y Charles Baudelaire. (Badisches Staatstheater, Karlsruhe, Alemania).
- Confesión o Olya, Zhenya, Zoya, Varya... basado en relatos de Antón Chéjov. (Theaterkeller FTSK, Germersheim, Alemania).
- Flor de albaricoque o el cordero no sacrificado basado en el poema de Andrei Strâmbeanu. (Comunidad teatral KABAX, Karlsruhe, Alemania).
- Problemas de un corazón tierno basado en el vodevil de Vladimir Sollogub. (Theaterkeller FTSK, Germersheim, Alemania).
- La esposa ajena y el marido bajo la cama basado en Fiódor Dostoyevski. (Teatro Estatal Ruso de Drama Antón Chéjov, Chisináu).

### Bélgica
- Flor de albaricoque o el cordero no sacrificado basado en el poema de Andrei Strâmbeanu. (Centro De Strandjutter, Blankenberge).

## Filmografía
- 1964: Robin Hood (ru) – Bill.
- 1976: Mark Twain ru (Moldova-Film) – Crook, saloon regular. [69][70]
- 1979: And the day will come... ru (Moldova-Film, 2.º episodio) – Periodista. [71]
- 1979: Hola, he llegado! uk (Moldova-Film) – Ingeniero. [72][73]
- 1979: Emisario del centro extranjero ru (Moldova-Film) – Agente.[74]
- 1980: Gran guerra, pequeña guerra (Moldova-Film) – Majnovista.[75]
- 1993: Tren a California (The Favorite, Eolis-film) – Grigenaru.[76]
- 1995: Los bajos fondos, basada en la obra de Máximo Gorki (Moldova 1, 6 episodios) – El Tártaro.
- 1999: El regreso del Titanic (Cinema Space, 2 episodios) – Pavlik.[77][78]
- 2000: Antología de bromas (Moldova Studio) – Electricista.[79][80]
- 2019: Quién es el siguiente?, basada en el relato "Cirugía" de Antón Chéjov (Germersheim Film Studio) – Abuelo.[81][82][83]